# Ghiacciaio Wetmore
Il ghiacciaio Wetmore (in inglese Wetmore Glacier) è un ghiacciaio lungo circa 64 km situato sulla costa di Lassiter, nella parte sud-orientale della Terra di Palmer, in Antartide. Nel suo percorso, il ghiacciaio fluisce in direzione sud-est scorrendo tra la dorsale RARE e i monti Latady fino a entrare nella parte settentrionale dell'insenatura di Gardner.

## Storia
Il ghiacciaio Wetmore fu scoperto nel 1947 da alcuni membri della spedizione di ricerca antartica comandata da Finn Rønne e condotta nel 1947-48, e proprio Ronne lo battezzò con il suo attuale nome in onore di Alexander Wetmore, segretario della Smithsonian Institution, che lo aveva aiutato nella stesura del programma di ricerca scientifica della spedizione.